# Гірдон Коннор
Гірдон Коннор (англ. Girdon Connor, нар. 26 січня 1979) — ангільський футболіст, який грав на позиції півзахисника. Відомий за виступами у складі збірної Ангільї з футболу, у складі якої є одним із найкращих бомбардирів — 5 забитих м'ячів.

## Біографія
Гірдон Коннор розпочав виступи на футбольних полях в ангільській футбольній команді «Роарінг Лайонс» у 2000 році. У складі команди грав до завершення виступів на футбольних полях у 2019 році.
З 2000 року Гірдон Коннор грав у складі збірної Ангільї з футболу. у складі збірної брав участь у відбіркових матчах Карибського кубка, [Золотий кубок КОНКАКАФ|Золотого кубка КОНКАКАФ]] та відбірковому турнірі до чемпіонату світу. У складі збірної грав до 2018 року, зіграв у її складі 29 матчів, та відзначився 5 забитими м'ячами, що робить його одним із найкращих бомбардирів збірної за всю її історію. Після завершення виступів на футбольних полях Гірдон Коннор очолив Футбольну асоціацію Ангільї.